# Средняя ящурка
Сре́дняя я́щурка (лат. Eremias intermedia) — вид ящериц из рода ящурок.

## Внешний вид
Мелкая ящерица с длиной тела до 6,8 см и весом до 7,5 г. Хвост почти в полтора раза длиннее тела. Высота межчелюстного щитка не меньше его наибольшей ширины. Подглазничный щиток не касается края рта. На лобном щитке глубокая бороздка. Основание хвоста покрыто продолговатыми гладкими чешуйками, остальная часть ребристая. Бедренные поры доходят почти до коленного сгиба.
Верх тела с продольными рядами белых или светло-серых пятен, обрамленных темными кругами, на тёмно-сером с буроватым оттенком фоне. Вдоль позвоночника могут быть тёмные удлинённые пятнышки или узкая тёмная полоса. Ноги в глазчатых пятнах. Низ у взрослых особей белый. У молодых низ хвоста и голеней лимонный.

## Образ жизни
Обитает в пустынях на закрепленных песках и межбарханных понижениях с изреженной травяной и кустарниковой растительностью. В северном Казахстане встречается на такыровидных и солончаковых грунтах и суглинистых полынных степях. Живет и зимует в норах песчанок и тонкопалого суслика, черепах. Может вырывать собственные небольшие норки длиной до 60 см. Пользуется и норками жуков, удлинняя и расширяя их.

### Питание
Основу рациона составляют жуки (особенно чернотелки), саранчовые, муравьи, термиты и гусеницы. Могут питаться также пауками, мокрицами, скорпионами и фалангами, клопами и клещами. Возможно употребление растительной пищи. Отмечены случаи каннибализма и поедания других мелких ящериц.

### Сезонная и суточная активность
Весной активна в течение всего дня, летом — в утренние и предвечерние часы. В июне—июле крупные особи средней ящурки исчезают, что одни исследователи объясняют гибелью после завершения цикла размножения, а другие летней спячкой. Длительность зимовки различается в разных частях ареала. Так, в Казахстане она длится с октября по начало апреля, а в Туркмении — с декабря по начало февраля.

### Размножение
Спаривание происходит весной. В Туркмении оно начинается в середине марта, а в Казахстане — в конце апреля. Откладка яиц происходит с апреля по июль. За сезон самка предположительно делает 2 кладки из 2—6 (чаще 4—5) яиц длиной 0,9—1,4 см. Инкубация длится 35—40 дней, после чего из яиц выходят ящурки длиной 2,7—2,9 см. Сеголетки растут очень быстро, достигая размеров взрослых особей к следующей весне.

### Враги
Средними ящурками могут питаться серый варан, змеи (обыкновенный щитомордник, стрела-змея, разноцветный и поперечнополосатый полозы), птицы (серый сорокопут, саксаульная сойка, домовый сыч, чайконосая крачка) и другие животные.

### Паразиты
Для средней ящурки известны следующие эндопаразиты: жгутиконосцы (Proteromonas lacertae, Leischmania gymnodactyli), апикомплексы (Haemogregarina eremiae, Schellackia bolivari, Isospora kaschcadarinica), ленточные черви (Oochoristica tuberculata), круглые черви (Spauligodon lacertae, Skrjabinodon schikhobalovi, Pseudabbreviata markovi, Abbreviata abbreviata), скребни (Oligacanthorhynchus). Кроме того, фиксировались эктопаразиты: мокрец Leptoconops minutus и клещ Ophionyssus eremiadis.

## Распространение
Средняя Азия: Туркменистан, Узбекистан, крайний запад Таджикистана и Казахстана, где северная граница ареала от северо-восточного берега Каспия и северных берегов Аральского моря тянется севернее Балхаша через пустыню Бетпак-Дала до бассейна озера Ала-Куль.